# Agricultura regenerativa

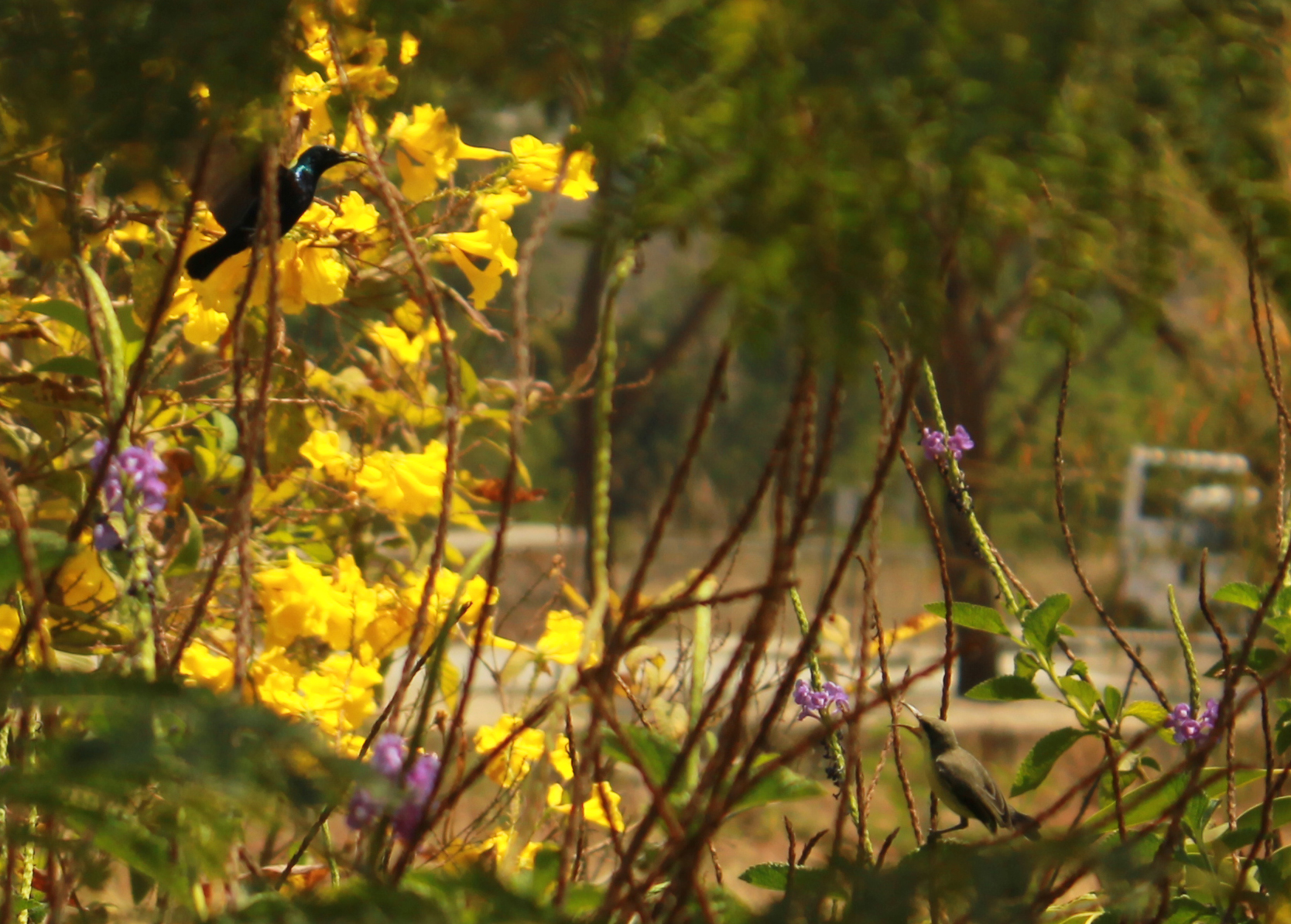
Biodiversidad

La agricultura regenerativa consiste en un conjunto de prácticas orgánicas agrícolas y de pastoreo que revierten el cambio climático al regenerar la materia orgánica del suelo y restaurar la biodiversidad del suelo degradado, lo que se traduce tanto en un aumento de la captura de dióxido de carbono como en una mejora del ciclo del agua. Entre otros beneficios, amplia los servicios ecosistémicos, aumenta la resiliencia al cambio climático, y fortalece la salud y vitalidad de las tierras agrícolas.
La agricultura regenerativa promueve la cría en un mismo espacio de varias especies animales y vegetales que interactúan entre sí de forma simbiótica, asegurando un equilibrio sostenible y la regeneración y enriquecimiento del suelo.
La agricultura regenerativa en jardines y pequeñas granjas se basa a menudo en filosofías como permacultura, agroecología, agroforestería, ecología de restauración, diseño Keyline, y administración holística. Las grandes explotaciones agrícolas tienden cada vez más a utilizar también estas técnicas y utilizan a menudo la siembra directa o labranza cero.[cita requerida]
En la agricultura regenerativa, la cosecha tendría que aumentar con el tiempo. Conforme aumenta la profundidad del suelo superior,  la producción puede aumentar y se requieren menos entradas de compost externo. La producción real es dependiente del valor nutritivo de los materiales de compostaje y la estructura y contenido del suelo.

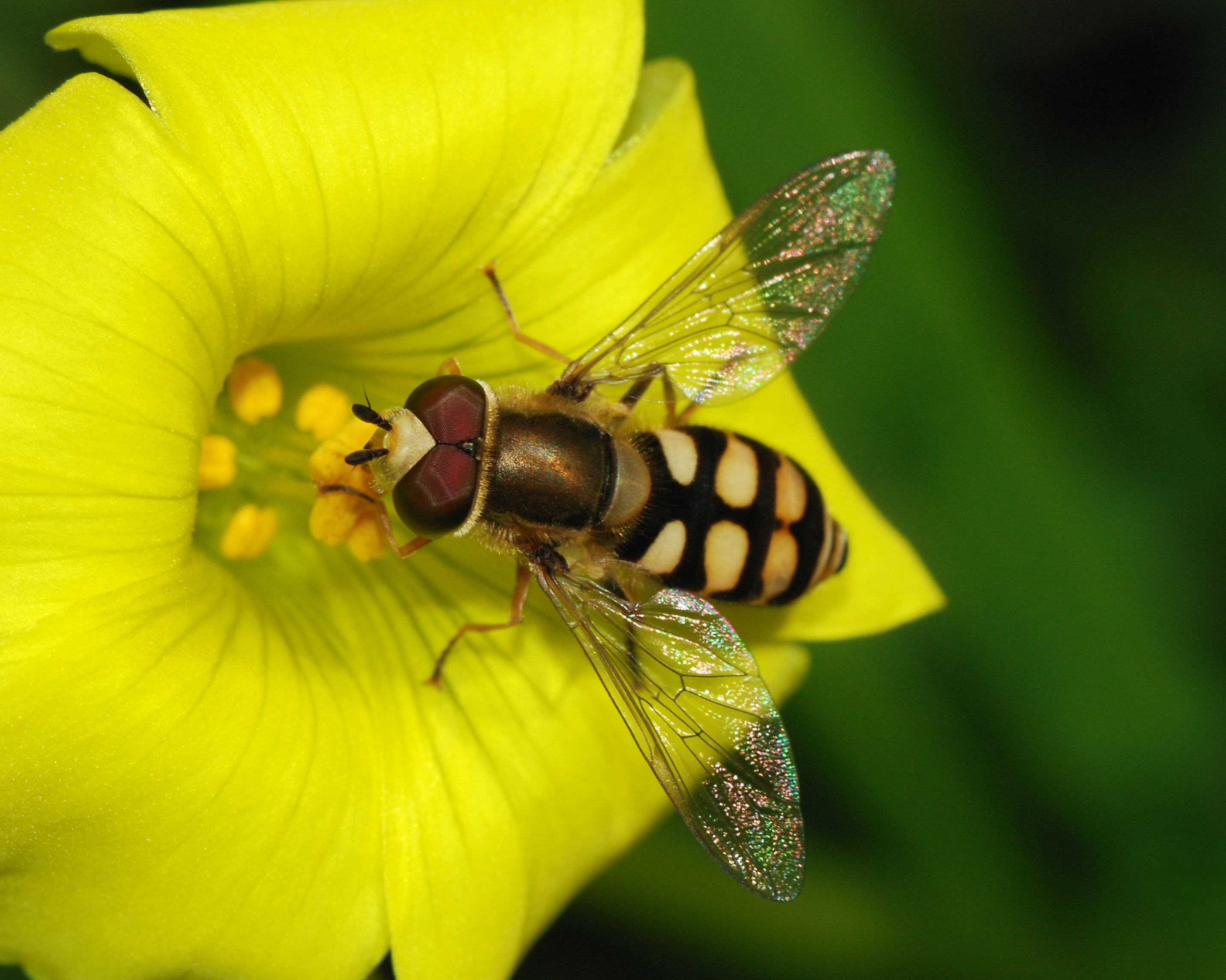
Sirfido trabajando.

## Prácticas de agricultura regenerativa
La agricultura regenerativa emplea prácticas adaptadas a la especificidad de cada tipo de suelo, clima y bioregión y en simbiosis con los pueblos que las habitan. Incluyen, entre otras:
- Agricultura Orgánica
- Siembra directa y Cultivos de Cereal sobre Pastos Permanentes (CCPP)
- Cultivo de plantas ecológicas anuales y perennes
- Compost y té de compost
- Biochar y Terra preta
- Gestión holística del pastoreo
- Integración de los animales
- Acuicultura ecológica
- Sistemas silvopastoriles
- Agroforestería
- Agricultura sintrópica

## Jardín de regeneración residual
Los jardines urbanos de recrecimiento de restos vegetales significa la regeneración de las verduras cotidianas, que vuelven a crecer utilizando solo agua, en lugar de tirarlas como residuos. Esto incluye:
- albahaca
- repollo
- zanahorias
- apio
- cebollas verdes
- Ajo
- lechuga
- lechuga romana
- cebolla

## Estudios
Un estudio (2025) en Cataluña del Centro de Investigación Ecológica y Aplicaciones Forestales muestra que la agricultura regenerativa produce lo mismo con menos gasto